# Regenkleding

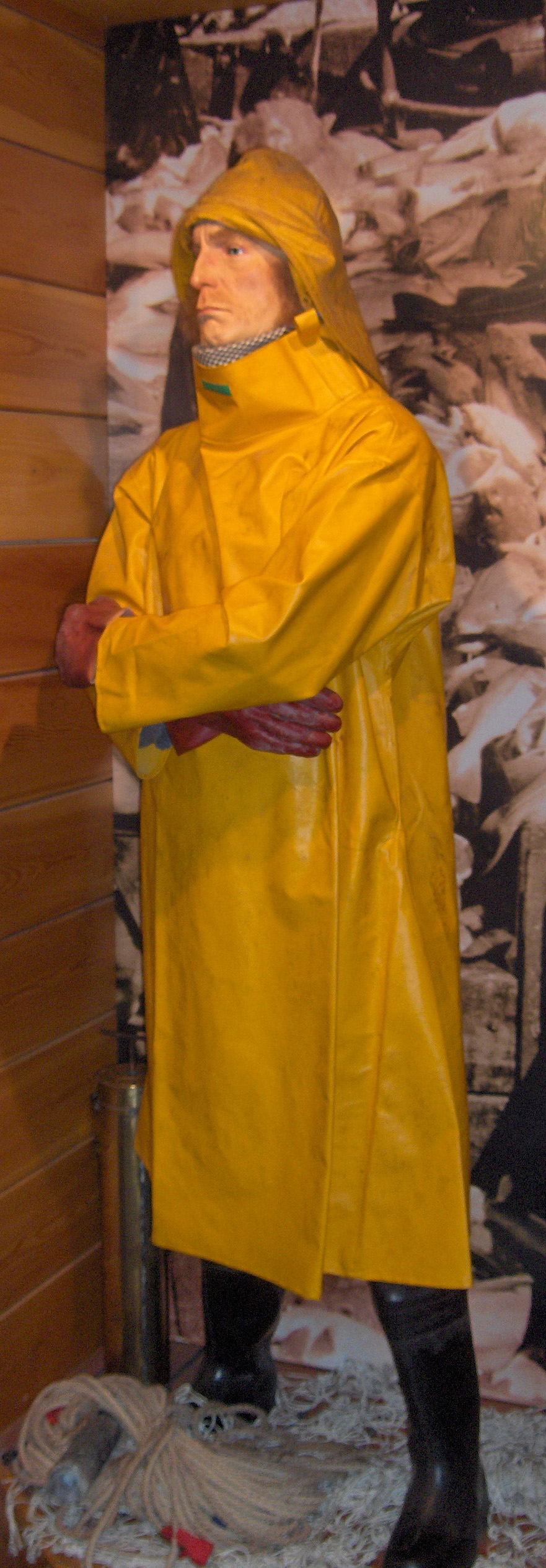
Visser in regenkleding

Regenkleding is kleding die dient ter bescherming tegen regen.
Regenkleding kan bestaan uit een regenpak, zowel een jas of cape als een broek, maar kan ook bestaan uit alleen een lange regenjas, tot over de knie. Er bestaan ook regenponcho's; deze komen oorspronkelijk uit Mexico. Ook schoenen kunnen door een impregneermiddel waterdicht worden gemaakt.

## Geschiedenis
In het verleden werd gebruik gemaakt van een geoliede stof, waarvan regenbestendige kleding werd vervaardigd, het zogeheten oliegoed. Deze stof was echter vrij dik en stug en daardoor niet erg comfortabel. Bovendien was de geur ook niet voor iedereen even prettig. Met de komst van de kunststoffen werd op basis van PVC, dat aangebracht wordt op een (polyester)weefsel, waterdichte kleding gemaakt die vaak in de zeilsport en in de beroepsvisserij wordt gebruikt. Omdat deze kleding door een zekere stugheid bij koude weersomstandigheden belemmerend was bij fietsen en wandelen, werd naar lichter materiaal gezocht voor deze groep gebruikers. Een licht weefsel met een zeer dunne rubberlaag werd in 1978 door AGU op de markt gebracht. Probleem was echter voor veel gebruikers nog steeds vochtophoping door transpiratievocht, ondanks ventilatieopeningen. De oplossing hiervoor werd gevonden door de vervaardiging van 'ademend' materiaal toe te passen in de vorm van zeer licht polyesterweefsel en dat te impregneren met een waterafstotend middel, waarbij de poriën in het weefsel groot genoeg zijn om transpiratievocht in de vorm van damp naar buiten door te laten, maar te klein om watermoleculen naar binnen te laten gaan. Nadeel van dit materiaal is dat het door aankoekende microscopisch kleine vuildeeltjes uit de buitenlucht na enige tijd zijn werking verliest en nadat het gewassen is, opnieuw moet worden geïmpregneerd.
In het Verenigd Koninkrijk worden nog vaak waxjassen gebruikt; dit is stoffen kleding die met was is behandeld. Vaak gaat het hierbij om toepassing in de jacht of andere buitenactiviteiten.

## Prijzig
Goede waterdichte kleding kan prijzig zijn, omdat niet alleen de stof waterbestendig moet zijn, maar ook de naden waterdicht moeten worden gemaakt en zijn daarom getapet. Echt 100% waterdicht bestaat niet. Op den duur zal elk type regenkleding water doorlaten.

## Accessoires
Accessoires van de regenkleding zijn bijvoorbeeld een paraplu, regenlaarzen en zuidwester of regenhoedje en overschoenen van rubber of het zelfde weefsel waaruit de regenkleding is vervaardigd.

## Afbeeldingen

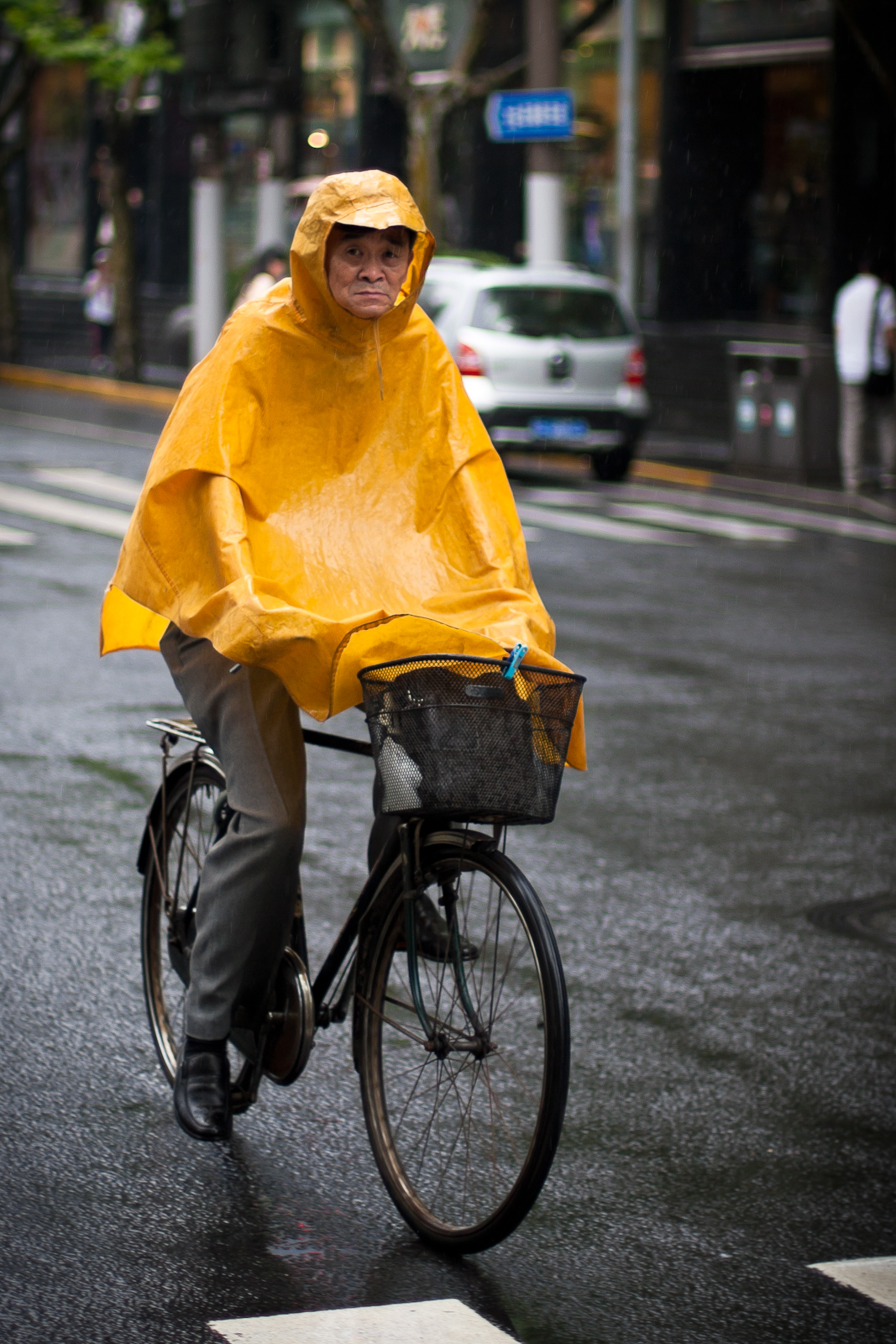
Fietscape
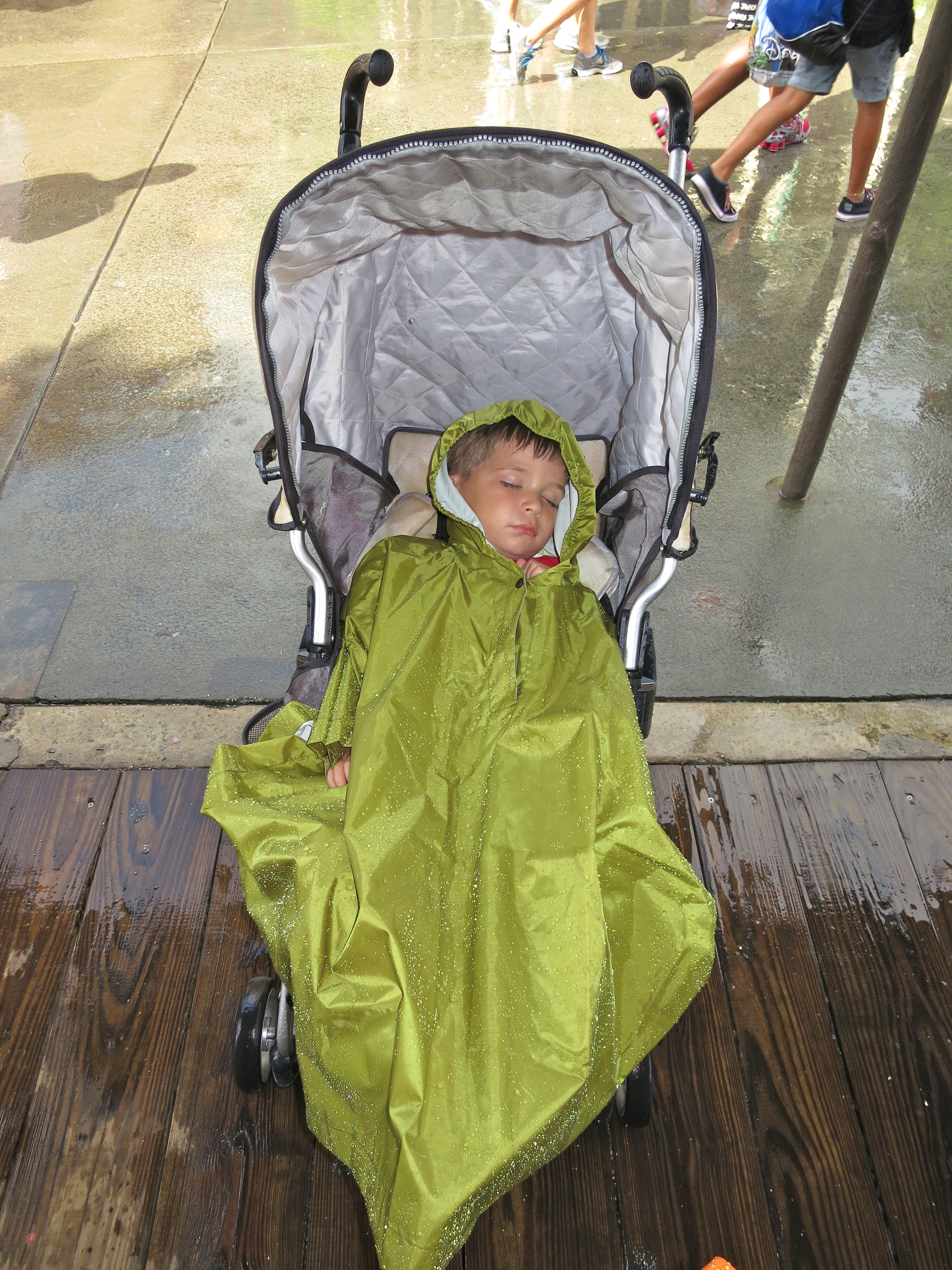
Regenponcho
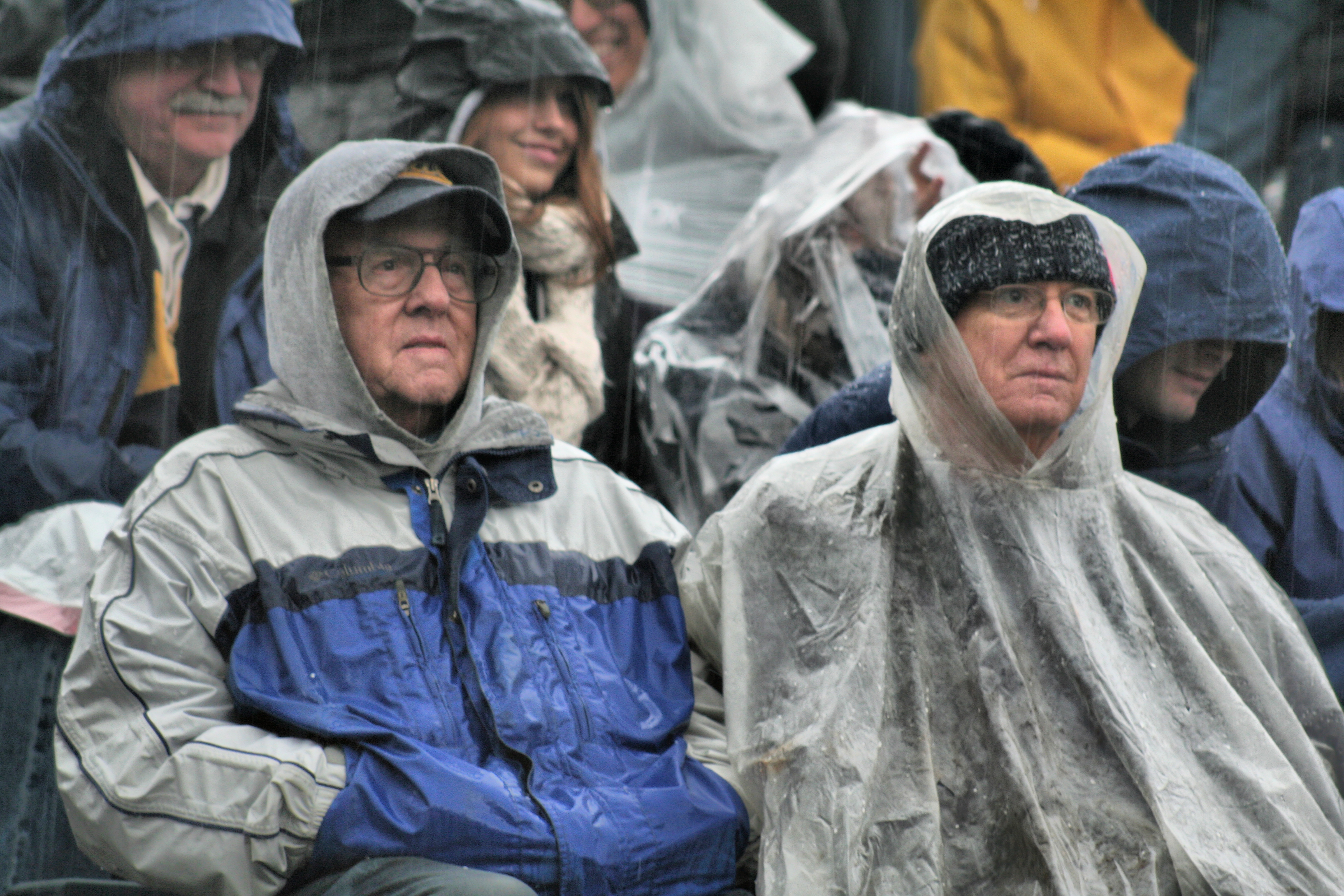
Toeschouwers in de regen